# Hylexetastes
Hylexetastes is een geslacht van zangvogels uit de familie ovenvogels (Furnariidae).

## Soorten
Het geslacht kent de volgende soorten:
- Hylexetastes perrotii  – Roodsnavelmuisspecht
- Hylexetastes stresemanni  – Bandbuikmuisspecht
- Hylexetastes uniformis  – Egale muisspecht
  - H. u. brigidai  – Brigida's muisspecht